# Club de Señoras
El Club de Señoras fue una institución social y cultural fundada en Santiago, la capital de Chile, en 1915. Creado por damas de alta sociedad de la época, bajo el alero del Club se discutieron temas como el voto femenino, la educación de la mujer y el trabajo femenino, y se incentivó el papel de la mujer en la sociedad.

## Contexto
Por otro lado, quienes serían las fundadoras del Club (y otras mujeres aristócratas de la época, como Sara del Campo) reunían ya en sus respectivos hogares a «lo más selecto de la intelectualidad chilena», cuyas actividades incluían amenas tertulias y recepciones, excursiones fuera de Santiago y, en ocasiones, sesiones de espiritismo. Todos estos factores propiciaron el espíritu de reunión de las mujeres chilenas, que en otras latitudes ya había dado lugar a varias organizaciones femeninas, entre ellas, Les Dames de France en París, el Consejo Nacional de Mujeres en Buenos Aires y Entre nous en Uruguay.

## Historia

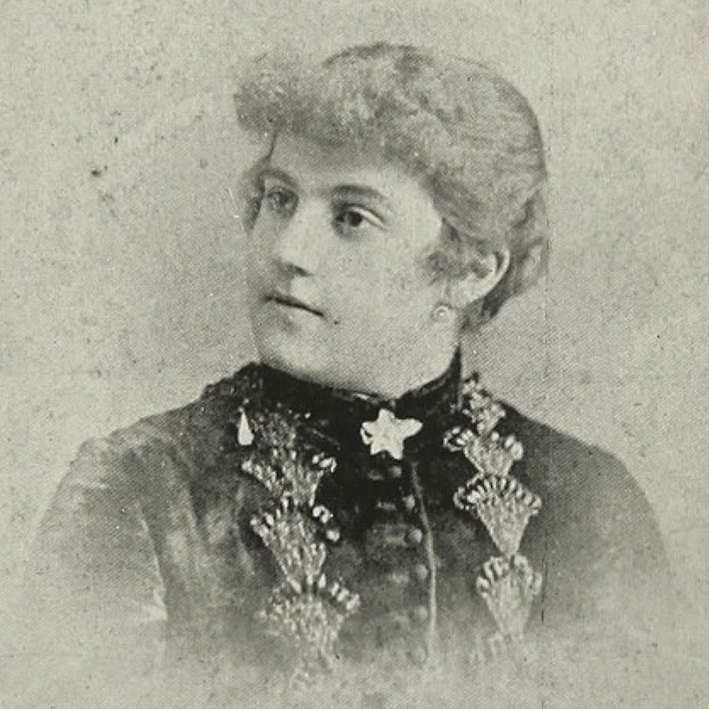
Delia Matte Pérez, fundadora y primera presidenta del Club

La historia del Club de Señoras se remonta a junio de 1915, cuando la educadora y escritora Amanda Labarca reunió en las dependencias del Palacio Urmeneta a un grupo de mujeres con el propósito de levantar el Círculo de Lectura de Señoras, un club de lectura destinado exclusivamente a las mujeres, y del cual participó, entre otras, Delia Matte Pérez. Sin embargo, se empezaron a producir diferencias internas entre ciertas participantes, pues algunas estimaban que el Círculo debía tener un papel más amplio, de «carácter social». Así, un mes después, luego de la tercera reunión del Círculo, Delia Matte convocó a un grupo de damas aristocráticas, entre ellas, Luisa Lynch, Inés Echeverría y Manuela Herboso de Vicuña, a reunirse con la idea de fundar un «Club de Señoras», el cual comenzó a funcionar el 19 de agosto del año siguiente en unas dependencias de calle Huérfanos, cerca del Cerro Santa Lucía. Posteriormente, el Club se trasladó a una casa ubicada en la plazuela del Palacio del ex Congreso Nacional y en 1921, al Palacio Ovalle Vicuña. Su primera presidenta fue Delia Matte Pérez, quien se mantuvo en dicho cargo hasta su muerte en 1941.
Sobre la idea de fundar un club femenino, se ha estimado que el Club surgió como una forma de imitar los clubes masculinos de la época, particularmente el Club de la Unión, lo que Luisa Lynch califica como una «insensatez», rechazando las opiniones de aquellos que consideraban que el Club de Señoras constituía un intento de hacer un «Club de la Unión con faldas». Acerca de la motivación que impulsó su creación, Inés Echeverría señaló que:

Y luego a nuestra mayor sorpresa, apareció una clase media que no sabíamos cuando [sic] había nacido, con mujeres perfectamente educadas, que tenían títulos profesionales y pedagógicos, mientras nosotros apenas sabíamos los misterios del rosario. Entonces sentimos el terror de que si la ignorancia de nuestra clase se mantenía dos generaciones más, nuestros nietos caerían al pueblo y viceversa.
¿Cómo se fundó el Club de Señoras?, p. 42

Esta declarada motivación ha llevado a algunas pensadoras, como Julieta Kirkwood, a afirmar que el Club nació como una defensa a una determinada clase social, a saber, la clase alta. Echeverría apuntó también, como factor que propició la fundación del Club, a la necesidad que sentían las mujeres de reunirse en torno a sus «ideales de progreso». En otra ocasión, la misma Echeverría teorizó que la institución se creó para corregir lo que ella consideraba un error, que fue el haber confundido a los aristócratas «huecos, esnobs y ridículos» con los miembros de la clase media que poseían talentos artísticos.
En su inicio, el Club no tenía lineamientos fijos. Lynch propugnó por un fin más bien benéfico y «altruista»; algo similar señaló la revista Familia, al indicar que no era el objeto del Club independizar a la mujer de su hogar, sino que «hacer el bien a sus semejantes». Sin embargo, al ser dictados los estatutos del Club, se comenzó a perfilar su ideario. Así, el documento da cuenta de una temprana intención de desmarcarse del feminismo, —movimiento con el cual fueron posteriormente vinculadas— y su finalidad declarada era, en términos generales, «proteger todo aquello que pueda propender al cultivo de lo bueno y bello en el alma de la mujer», teniendo para ello un amplio radio de acción: en el arte, la ciencia, la música, la literatura, los idiomas, las flores, la beneficencia y, «en fin, en el bien y en la belleza en todas sus formas». Esta orientación que tomó el Club lo hizo finalmente distinguirse de otras instituciones de la época, como la Liga de Damas Chilenas y la Asociación de Señoras contra la Tuberculosis, que eran organizaciones eminentemente benéficas, lo que no obstó a que el Club realizara actividades de corte benéfico.
Las mujeres participantes del Club pertenecían a la clase alta de la sociedad. No obstante, y a pesar de ser caracterizadas como «devotas católicas», el Club no nació bajo el alero clerical, y sus lideresas no seguían las directrices de la Iglesia católica ni de ninguna otra religión en particular. Con todo, las dirigentes del Club mantuvieron una relación cordial con el clero, e incluso, altos dignatarios de la Iglesia —como el nuncio Benedetto Aloisi Masella— concurrieron al Club y algunos miembros de la misma dictaron conferencias en él. También han sido caracterizadas como simpatizantes del liberalismo y progresistas, ubicándose en las «antípodas de organizaciones conservadoras» como la Liga de las Damas Chilenas, institución con la cual hubo una verdadera «disputa moral».
Sin embargo, la existencia del Club —y otras instituciones, como el citado Círculo de Lectura— no fue pacífica; el proyecto de fundación de una sociedad puramente femenina fue recibido con entusiasmo por algunos y escepticismo por otros. Entre los primeros se argumentaba que significaba una instancia de progreso para la mujer chilena, dejando atrás una «época rancia, pintoresca, en la que hombres y mujeres ocupaban sitios opuestos en el estrado», además de que experiencias similares habían resultado exitosas en otros países, como el Club Lycèum de París. Los segundos, entre los que se encontraban los periódicos La Unión y El Diario Ilustrado, se escandalizaron ante tamaña idea, y ya durante su vigencia fue fuertemente resistido por los sectores conservadores de la época, en el ámbito civil y religioso, y tanto por hombres como por mujeres, que veían en él un peligro para el «orden familiar» y el papel de la mujer en este, arguyendo que el Club podía alentar a las mujeres a apartarse del «santo recinto del hogar». Igualmente, las mujeres que concurrían a estas organizaciones eran tildadas, a modo de insulto, de «intelectuales» y «literatas».

### Organización y administración
El Club distinguía cuatro categorías de socias, a saber:
- Socias fundadoras, que eran las que, al tiempo de dictarse los estatutos, ya se habían adherido al Club, y que, además, pagaran su cuota de incorporación y las que, como ellas, se incorporen de acuerdo con lo que establecían los estatutos. Esta categoría de socias no podía ser superior a 300, y solo ellas tenían derecho a voto.[54]
- Socias contribuyentes, que eran las que, aceptadas por la Junta Calificadora y Directiva, pagaran la cuota que les fije la Junta Directiva, la que no podía ser inferior a $30 mensuales.
- Socias transeúntes, que eran las que residían fuera de Santiago, y que hayan sido presentadas por las socias fundadoras.
- Socias honorarias, que eran las personas que, en concepto de las Juntas Directiva y Calificadora, «se hubieren hecho acreedoras a tal designación».

Por su parte, las cuotas de incorporación variaban según de quien se tratara: para señoras, $200, y para las hijas de familia, $100, mientras que la cuota anual para señoras era de $100, y para las hijas de familia, $100 cada una.
El Club se organizaba en una junta directiva, una secretaria, una tesorera, una junta calificadora y una comisión revisora de cuentas. Solo las socias fundadoras tenían derecho a ser elegidas como directora, secretaria o tesorera. La administración estaba a cargo de la junta directiva, compuesta por tres socias fundadoras, que se renovaba anualmente en una Asamblea General Ordinaria, pudiendo ser reelegidas indefinidamente. La secretaria y tesorera debían ser socias fundadoras que no formaran parte de la junta directiva, y eran elegidas por esta en su primera reunión como tal. La junta calificadora tenía por misión pronunciarse sobre la admisión de nuevas socias, y a la comisión revisora de cuentas le correspondía revisar el balance general.

### Actividades y conferencias
Una de las principales actividades del club eran las conferencias que se dictaban en sus dependencias sobre temas de interés social y de «positiva utilidad práctica». Estas conferencias, dictadas tanto por hombres como por mujeres prominentes de la época, versaban sobre distintos tópicos. Martina Barros Borgoño dictó varias conferencias, entre ellas, sobre la necesidad de contar con el sufragio femenino, Felipe II y el Monasterio de El Escorial, la autoría de las obras de Shakespeare, y sobre diversas mujeres distinguidas de la época.
Ernestina Pérez, la segunda mujer en Chile en obtener el grado de Doctora, realizó también conferencias sobre los microbios, puericultura y alcoholismo, este último para demostrar lo perjudicial del consumo cotidiano de alcohol y apoyar la «campaña antialcohólica» del Presidente Arturo Alessandri, haciendo además un llamado a la aprobación del «Proyecto de Represión del Alcoholismo y enfermedades de trascendencia social» presentado por el Diputado Vicente Adrián.
Dictaron también conferencias en el Club el mismo Presidente Alessandri, sobre la situación legal de la mujer; Inés Echeverría, sobre Romain Rolland y su obra y sobre la evolución de la mujer; Alberto Mackenna Subercaseaux, sobre el Club y su formación; Elvira Santa Cruz Ossa, sobre el feminismo y sobre la influencia literaria femenina en Francia; Ismael Valdés Valdés, sobre el «anticuado régimen de elección presidencial»; Misael Correa Pastene, sobre François-René de Chateaubriand; Luigi Stefano Giarda, sobre Giacomo Puccini; María Mercedes Vial, sobre la aristocracia; Emilio Vaisse, sobre la obra Knock de Jules Romains; Sady Zañartu, sobre la época colonial; el director de Pacífico Magazine Armando Donoso, el diplomático Emilio Rodríguez Mendoza; el médico y poeta Antonio Orrego Barros; el Marqués de Dosfuentes Fernando de Antón del Olmet; el escritor argentino Manuel Baldomero Ugarte, el diplomático colombiano Laureano García, el poeta español Francisco Villaespesa, el escritor español Vicente Blasco Ibáñez, entre otros.
Otros tipos de actividades consistían en bailes, recepciones a príncipes, intelectuales, jefes de Estado, militares y artistas, exhibiciones cinematográficas, conciertos, notas artísticas, declamación de poesía —Samuel Lillo recitó varios poemas inéditos en el Club—, clases sobre diversos temas, entre ellos, historia literaria, literatura francesa, arte decorativo, idiomas, baile y música, e higiene. Posteriormente, el Club acondicionó un espacio en sus dependencias que funcionó como un pequeño teatro, en el que Elvira Santa Cruz estrenó La familia Busquillas y El voto femenino.
Si bien a las actividades podían asistir tanto mujeres como varones, estas estaban destinadas principalmente a las primeras, y los segundos solo podían ir los días de conferencia y previa invitación.
Además, en las dependencias del Club, que funcionaba en un horario de 9:00 a 20:00, se ponía a disposición de sus asociadas los principales periódicos y revistas de Santiago y el extranjero, entre ellas, L'Illustration, The Literary Digest, Vogue, Pictorial Review, Le Temps y Revue des deux mondes, así como la biblioteca del Club.
Otra iniciativa fue la Tienda «Protección al trabajo femenino», fundada el 1 de abril de 1925 por Dorila Pizarro de Torrealba y auspiciada por el Club de Señoras, y cuyo objetivo era «estimular a la mujer al trabajo, en todas sus formas. Ayudar a ésta en la lucha por la vida. Levantar, idealizar y ennoblecer el trabajo de la señora y de la señorita de sociedad».

## Impacto y legado
El Club, sus actividades y las discusiones que tuvieron lugar en él significaron un impacto social, político, cultural y hasta sanitario. Entre los tópicos que se discutieron bajo su alero se encontraba el del sufragio femenino, tema que en la época fue adquiriendo cada vez mayor preponderancia y en 1917, influido por el Club de Señoras, el Partido Conservador presentó un proyecto de ley para conceder derechos cívicos a las mujeres, iniciando así el «diálogo entre las mujeres organizadas y los partidos politicos». Su rol como institución precursora del feminismo en Chile también ha sido realzada; representante de un «feminismo refinado», marcando una transición entre el pasado y el futuro, se ha estimado que fue, junto a otras instituciones de la época, el «germen» que daría lugar a los partidos políticos feministas que se fundarían en la década de 1920 y la «primera piedra» en la construcción del proyecto de independencia moral y material de la mujer. La creación del Club, que ya de por sí revelaba un incipiente «espíritu asociativo» entre las mujeres, contribuyó a la idea de fundar clubes femeninos fuera de la capital, como en Talca o Concepción en el sur.
Se ha destacado además la influencia que tuvo esta institución en el desarrollo intelectual y artístico de las mujeres. En sus memorias, Martina Barros lo grafica de la siguiente manera:

De allí surgieron las primeras niñas que saltaron las vallas de las preocupaciones sociales para entregarse al trabajo lucrativo y salvador; alli se amparan las labores femeninas, exponiendo sus productos; se dan a conocer las muchachas que cultivan el arte musical y coreográfico, haciendo lucir sus facultades: se aplaude el talento de los oradores y se estimula a las que se inician dándoles proscenio y aplausos; en fin, allí la mujer es persona y se la hace valer por sus cualidades y no solamente por sus atractivos.
Recuerdos de mi vida, pp. 344-345

 También se le ha dado crédito por iniciar la práctica, por parte de centros culturales, de ofrecer conferencias a las cuales podían asistir toda clase de personas, sin distinción de algún tipo.
En el ámbito sanitario, particularmente importante fue la conferencia dictada en 1917 por Ernestina Pérez sobre los microbios, pues el Presidente de la República Arturo Alessandri, en ese entonces Senador, asistió a la conferencia e, influenciado por ella, gestionó en el Congreso Nacional la aprobación del Código Sanitario, lo que ocurrió mes y medio después.